# Новосілко-Гостиннівська сільська рада
Новосілко-Гостиннівська сільська рада — колишній орган місцевого самоврядування у Самбірському районі Львівської області. Адміністративний центр — село Новосілки-Гостинні.

## Загальні відомості
Територією ради протікає річка Стрв'яж та потік Лачни.

## Історія
Новосілко-Гостиннівська сільська рада утворена в лютому 1940 року. 10 серпня 1954 року відбулося об'єднання двох сільських рад - Новосілко-Гостиннівської та Хлопчицької в одну - Хлопчицьку сільську раду. 19 вересня 1989 року відбулося перейменування Хлопчицької сільської ради на Новосілко-Гостиннівську, у зв'язку із перенесенням центру з Хлопчиців до Новосілок-Гостинних.
У 2020 році було ліквідовано у зв'язку із об'єднанням з Рудківською міською громадою

## Населені пункти
Сільській раді підпорядковані населені пункти:
- с. Новосілки-Гостинні
- с. Долобів
- с. Хлопчиці

## Склад ради
Рада складається з 14 депутатів та голови.

### Керівний склад попередніх скликань
| ПІБ                        | Основні відомості                                                                                  | Дата обрання | Дата звільнення |
| -------------------------- | -------------------------------------------------------------------------------------------------- | ------------ | --------------- |
| Рущишин Михайло Григорович | Сільський голова, 1955 року народження, освіта вища, член Всеукраїнського об'єднання «Батьківщина» | 26.03.2006   | 31.10.2010      |
| Рущишин Михайло Григорович | Сільський голова, 1955 року народження, освіта вища, член Всеукраїнського об'єднання «Батьківщина» | 31.10.2010   |                 |

Примітка: таблиця складена за даними джерела